# Lustrup Fællesjord
Lustrup Fællesjord eller Lustrup Fælleslod er et nu fredet og varieret hede- og kærområde, hvor egnens bønder tidligere gravede mergel og efterlod et større antal mindre vandhuller. Området ligger lidt sydøst for Lustrup ved Ribe i Esbjerg Kommune. Lustrup-Damhus Beboerforening disponerer i dag over dets brug og anvender det bl.a. til kogræsserlaug.En offentlig sti krydser gennem arealet.
Fredningen blev gennemført i 1977 ud fra Danmarks Naturfredningsforenings ønske om at bevare området som biologisk varieret undervisningslokalitet. Begrundelsen var, at naturtyperne på arealet er sjældne i Ribes omegn. Blandt andet fandtes der på tidspunktet for fredningen en række sjældne, kalkkrævende plantearter, ligesom lokaliteten også på daværende tidspunkt var levested for løgfrø. Orkideer af arterne Maj-Gøgeurt og Ægbladet Fliglæbe findes på Lustrup Fællesjord. Sjældne arter som Hjertegræs, Slangetunge og Tyndakset Gøgeurt, der før var kendt fra Lustrup Fællesjord, er ikke genfundet de senere år.